# Guido Vecchiola
Guido Andrés Vecchiola Arellano (Chañaral, Región de Atacama, 16 de noviembre de 1973) es un actor chileno.

## Biografía
Tercer hijo de Guido Vecchiola Trabucco y de Higinia Arellano Sánchez. Nació y se crio en Chañaral. Siguiendo la tradición familiar que los instaba a dejar la provincia a temprana edad, se trasladó a vivir a Santiago a los 14 años.
Jugó fútbol con Eduardo en el equipo Juventud Hospital Desde 1994 que Vecchiola es actor del elenco del área dramática de Canal 13, aunque se hizo mucho más conocido por su actuación en un spot de Carabineros de Chile, en 1992. Su debut fue en la producción Champaña teniendo solo 19 años, a la que siguieron El amor está de moda, Amor a domicilio, Adrenalina, Eclipse de luna, Amándote, Fuera de control, Sabor a ti. Luego se tomó un receso y se fue a Europa por tres años. A su regreso en el año 2003, participó en un capítulo de la serie La vida es una lotería, en la miniserie de Mekano Xfea2 y en las telenovelas Brujas y Descarado. También ha incursionado en teatro para televisión, en las obras puestas en escena por Canal 13, tales como Mi hermana la tonta, El Caballero de las Siete Lunas y Yo vengo de San Rosendo. Su debut en el cine fue en el año 2003 en la película El huésped, dirigida y escrita por Jorge Hidalgo.
En 2007 se integró como concursante al programa Locos por el baile, de Canal 13, en el cual obtuvo el tercer lugar en la gran final.
Asimismo, se ha desempeñado como Director Ejecutivo de la Corporación Cultural de la comuna de La Florida.
En septiembre de 2023 apareció en el remake del spot de Carabineros de Chile de 1992.

## Filmografía
- El huésped (2005).
- El derechazo (2013).

## Series y unitarios de televisión
- Amor a domicilio, la comedia (Canal 13,1996)
- La vida es una lotería (TVN, 2003) - Alberto
- Xfea2 (Mega, 2004) - Aquiles Carranza
- Teatro en CHV (Chilevisión, 2004) - Varios personajes
- Casados con hijos (Mega, 2006) - Guillermo "Helmut"
- La vida es una lotería (Mega, 2007)
- Lo que callamos las mujeres' (Chilevisión, 2017) - Eduardo

## Teleseries
| Teleseries | Teleseries            | Teleseries       | Teleseries  |
| Año        | Teleserie             | Rol              | Canal       |
| ---------- | --------------------- | ---------------- | ----------- |
| 1989       | A la sombra del ángel | Dilan Burrell    | TVN         |
| 1994       | Champaña              | Greg Brandao     | Canal 13    |
| 1995       | El amor está de moda  | Jorge            | Canal 13    |
| 1995       | Amor a domicilio      | Matías Undurraga | Canal 13    |
| 1996       | Adrenalina            | Fabián Undurraga | Canal 13    |
| 1997       | Eclipse de luna       | Diego Landa      | Canal 13    |
| 1998       | Amándote              | Nicolás Urrutia  | Canal 13    |
| 1999       | Fuera de control      | Santiago Goic    | Canal 13    |
| 2000       | Sabor a ti            | Julián Solano    | Canal 13    |
| 2005       | Brujas                | Benjamín Rivas   | Canal 13    |
| 2006       | Descarado             | Daniel Arredondo | Canal 13    |
| 2007-08    | Lola                  | Gonzalo Castro   | Canal 13    |
| 2009       | Corazón rebelde       | Mauro del Solar  | Canal 13    |
| 2010       | Mujeres de lujo       | Max Larrazábal   | Chilevisión |
| 2011       | Decibel 110           | Mario            | Mega        |
| 2012       | Soltera otra vez      | Tomás Echeverría | Canal 13    |
| 2013       | Graduados             | Guillermo Aliaga | Chilevision |

## Teatro
- Gorda (2012-2013)
- Toc Toc (2010- 2014)
- Conmigo no cuenten (2009)
- Tape (2008)
- Costalazo (2008)
- El Virus (2006-2007)
- Él cuando quiere, ellas cuando pueden (2005-2006)
- Se busca impotente para convivir (2004)